# Aubermesnil-aux-Érables
 Aubermesnil-aux-Érables  es una población y comuna francesa, en la región de Alta Normandía, departamento de Sena Marítimo, en el distrito de Dieppe y cantón de Blangy-sur-Bresle.

## Demografía
| 233 | 215 | 204 | 197 | 191 | 203 |
| Para los censos de 1962 a 1999 la población legal corresponde a la población sin duplicidades (Fuente: INSEE [Consultar]) |     |     |     |     |     |